# Spanish Lake
Spanish Lake és una concentració de població designada pel cens dels Estats Units a l'estat de Missouri. Segons el cens del 2000 tenia 21.337 habitants.

## Demografia
Segons el cens del 2000, Spanish Lake tenia 21.337 habitants, 8.381 habitatges, i 5.673 famílies. La densitat de població era de 1.119,3 habitants per km².
Dels 8.381 habitatges en un 38,3% hi vivien nens de menys de 18 anys, en un 39,4% hi vivien parelles casades, en un 23,6% dones solteres, i en un 32,3% no eren unitats familiars. En el 27,6% dels habitatges hi vivien persones soles el 8,9% de les quals corresponia a persones de 65 anys o més que vivien soles. El nombre mitjà de persones vivint en cada habitatge era de 2,54 i el nombre mitjà de persones que vivien en cada família era de 3,09.
Per edats la població es repartia de la següent manera: un 30,4% tenia menys de 18 anys, un 9,9% entre 18 i 24, un 31,3% entre 25 i 44, un 17,3% de 45 a 60 i un 11% 65 anys o més.
L'edat mediana era de 31 anys. Per cada 100 dones de 18 o més anys hi havia 79 homes.
La renda mediana per habitatge era de 37.410 $ i la renda mediana per família de 44.139 $. Els homes tenien una renda mediana de 32.340 $ mentre que les dones 26.644 $. La renda per capita de la població era de 18.976 $. Entorn del 10,2% de les famílies i l'11,7% de la població estaven per davall del llindar de pobresa.

## Poblacions més properes
El següent diagrama mostra les poblacions més properes.